# Obryte (powiat Pułtuski)
Obryte is een dorp in het Poolse woiwodschap Mazovië, in het district Pułtuski. De plaats maakt deel uit van de gemeente Obryte en telt ca. 930 inwoners.